# Fabio Ciciliano
Fabio Ciciliano (Napoli, 28 febbraio 1972) è un medico, dirigente pubblico e poliziotto italiano, capo del Dipartimento della Protezione Civile dal 22 luglio 2024.

## Biografia
Nato a Napoli nel 1972, ha conseguito tre lauree. Oltre a quella in Medicina e Chirurgia nell'ateneo partenopeo, una in Scienze delle pubbliche amministrazioni presso l'Università di Catania, in Sicilia, e un'altra in Scienze economiche all'Università telematica "Pegaso" di Napoli.
È funzionario medico della Polizia di Stato. 
Impegnato da anni con vari ruoli di responsabilità nelle missioni di emergenza nazionali come l'assistenza sanitaria per il funerale di papa Giovanni Paolo II, allestimento ospedale da campo a seguito dei Terremoti dell'Aquila del 2009 e dell'Emilia-Romagna del 2012 e anche in ambito internazionale come coordinatore degli interventi sanitari a seguito del terremoto di Haiti del 2010 o da esperto rischio nucleare e radiologico nella missione umanitaria in Giappone nel 2011.
Il 18 aprile 2020 diventa membro del Comitato Tecnico Scientifico, organo consultivo finalizzato al contrasto della COVID-19. È confermato nel ruolo nel marzo del 2021.
Nel 2023 viene nominato dal governo Meloni Commissario Straordinario di Governo al fine di fronteggiare le situazioni di degrado, vulnerabilità sociale e disagio giovanile presenti nel territorio del Comune di Caivano.
Il 23 luglio 2024 lo stesso governo nomina Ciciliano Capo Dipartimento della protezione civile, fermo restando l'incarico di commissario a Caivano. Il 23 gennaio 2025 viene nominato Prefetto dal Consiglio dei Ministri, mantenendo l'incarico di Capo Dipartimento della Protezione Civile.